# ناحیه تیشی
ناحیه تیشی (به عربی: دائرة تیشی) یک ناحیه در الجزایر است که در استان بجایه واقع شده‌است.